# Modaler Jazz
Modaler Jazz (englisch für Modal Jazz) ist eine stilbildende Spielart (in Komposition und improvisierender Spielweise) im Modern Jazz, die sich während der 1950er-Jahre aus dem New Yorker Cool Jazz entwickelte und aus der der Free Jazz hervorging.

## Entwicklung und Vertreter
Aus dem ab 1940 entstandenen Bebop entwickelte sich in den frühen 1950er-Jahren der Cool Jazz, aus dessen New Yorker Szene sich Mitte der 1950er-Jahre wiederum der Modal Jazz ableitete.
In den beiden in New York arbeitenden Cool-Jazz-Kreisen um Gil Evans, Gerry Mulligan, John Lewis mit Miles Davis und andererseits besonders Lennie Tristano und seiner Schule entwickelte sich im Interesse ungebundenerer Improvisationsmöglichkeiten der Solisten die Spielart des Modalen Jazz. Sie basiert auf der Theorie diatonischer Skalen, die der Komponist und Arrangeur George Russell 1953 in seinem musiktheoretischen Buch "The Lydian Chromatic Concept of Tonal Organization" (kurz: "Theory of Modes") veröffentlichte (siehe dazu auch das Zwölfton-Konzept des Komponisten Arnold Schönberg und die Atonalität der Zweiten Wiener Schule).
Als wichtige Wegbereiter des Modalen Jazz gelten neben den genannten Komponisten auch John Coltrane und Bill Evans sowie etwas später Herbie Hancock, Wayne Shorter und McCoy Tyner. Als erste Veröffentlichung des Modalen Jazz gilt Milestones von Miles Davis aus dem Jahr 1958. Das 40-taktige Thema von Milestones beruht auf wenigen, zwei Tonleitern zugehörigen, Akkorden. Ekkehard Jost in Free Jazz sieht darin einen Initialeffekt des modalen Jazz, den vor allem John Coltrane zuerst konsequent aufgriff. Die Akkorde sind
```
   ||C/Gm C/Am C/Bb C/Am :||:A/Cmaj7 A/dm7 A/em7:||A/Fmaj7|
```

mit somit F-Dur (oder g dorisch) und C-Dur (oder a aeolisch) Tonvorrat. Bezogen auf G wäre damit das Tongeschlecht, zuerst G-Moll, dann G-Dur, unklar. Das Album Kind of Blue, das Davis 1959 mit John Coltrane, Julian Cannonball Adderley, Bill Evans, Paul Chambers und Jimmy Cobb in modaler Spielweise (zum Beispiel So What) aufnahm, ist bis heute das meistverkaufte Jazzalbum.

## Improvisationstechnik
Im Modalen Jazz verläuft die Improvisation des Solisten auf wenigen über weite Strecken ausgehaltenen Modi (Skalen) statt nach Vorgabe konventioneller, harmonischer Akkordfolgen. Neben den konventionellen Tonleitern westlicher Musik werden auf mittelalterliche Kirchentonarten zurückgehende modale Tonleitern und außereuropäische Tonskalen verwendet, und auch chromatische Passagen finden vermehrt Verwendung. Moderne Musiker, die im modalen Stil spielen, setzen auch Techniken wie Vorhalts- und Durchgangstöne, das Einkreisen von Tönen, Outside Playing und weitere Techniken ein, um ihre Improvisation zu bereichern. Das Primat hat der – nicht an ein Korsett konventioneller, begleitender Harmonien des Ensembles gebundene, darüber frei improvisierende – Solist. Die Begleitung besteht oft nur aus wenigen, ständig wiederholten Akkorden (Vamps).

## Charakteristik und jazzhistorische Einordnung
Modaler Jazz lässt sich als ein Ergebnis einer teilweisen Abwendung vom Bebop interpretieren, für den komplizierte Akkordfolgen und artistische Phrasierungen besonders der Soli charakteristisch waren. Während der Bebop mit seinen vielen Verzierungen die Musiker zu komplizierten Fingerübungen zwang, wirkt der modale Jazz mit seinen eher kargen, minimalistischen Tonfolgen in dieser Hinsicht entspannter. Modaler Jazz ist im Tempo oft ruhig bis meditativ, verfügt aber durch seine oft ungewöhnlichen Harmonien bis hin zu scharfen (nicht rauen) Dissonanzen gleichwohl über Spannung.
Die Anerkennung des Modalen Jazz als eigene Stilrichtung gilt als umstritten. Seine Bedeutung für den Übergang von der akkordgebundenen Improvisation des Solisten zu freien Tonskalen bis hin zum Free Jazz ist jedoch allgemein anerkannt.

## Wichtige Titel (Stücke)
- All Blues
- Cantaloupe Island
- Flamenco Sketches
- Impressions[4]
- Little Sunflower
- Milestones
- My Favorite Things (Coltrane)
- So What[4]
- Speak No Evil
- Passion Dance[4]

## Wichtige Alben
- The George Russell Smalltet: The RCA Victor Jazz Workshop (1956)
- Miles Davis: Milestones (1958)
- Miles Davis: Ascenseur pour l'échafaud (1958), Musik zum Film Fahrstuhl zum Schafott von Louis Malle
- Bill Evans: Everybody Digs Bill Evans (1958)
- Miles Davis: Kind of Blue (1959)
- Gil Evans: Out of the Cool (1960, z. B. Titel „Stratusphunk“ von George Russell)
- John Coltrane: My Favorite Things (1961)
- Bill Evans: Sunday at the Village Vanguard (1961)
- John Coltrane: A Love Supreme (1965)